# Babtxin
Babtxin (belarús; Babchyn, Бабчын), és un poble abandonat del districte de Khóiniki, a la província belarussa de Hòmiel. El 17 de maig de 1943, durant l'ocupació nazi, 21 habitants del poble van ser executats. Segons el cens de 1959 tenia 839 habitants. Va ser evacuat el 1986 després de l'accident de Txornòbil, ja que s'hi van assolir alts nivells de contaminació radioactiva. Fou a Batxin on l'estiu del 1990 el departament científic de la Reserva radiològica estatal de Polèsia va iniciar els seus treballs, i n'acull la seva seu administrativa i científica. Formalment va ser desaparèixer com a poble el 2011.